# 在日越南人
在日越南人（日语： Zainichi Betonamujin；越南语：／）指移居日本的越南人，亦是日本第二大外籍族群，排在華人之後，韓國人之前。直至2022年6月，在日越南人人數為476,346人，其中大部份居於關東地方和京阪神地區。

## 歷史
20世紀初，受阮朝皇族強㭽和潘佩珠發動的東遊運動所刺激，大量越南人移居日本。直至1908年，有200名越南人前往日本的大學留學。但是，在日越南人大多數是1970年代末移民日本的越戰難民，佔整體在日越南人的70%。日本在1970年代末開始接收越南難民，因此改變了第二次世界大戰結束以來，日本提倡的單一民族政策。大多數越南移民居於神奈川縣和兵庫縣，其後有部份遷至韓裔社區定居。但是他們對韓裔社區的歸屬感不高，並認為他們是日本民族的主流而非少數族裔。
第三波越南人移民日本的浪潮於1990年代開始，他們以外勞身份在日本定居。這批越南人本是從東方集團國家返越的合約工人，因東歐劇變而需尋求另一個可賺取可觀收入的地方，而日本因為鄰近越南，而且生活水平高而吸引了這批合約工人。直至1994年末，每年前往日本工作的越南工人達14,305人，大多持工业实习签证赴日工作。與東南亞其他勞工輸出國相比，大部份赴日工作的越南人多為男性，這與越南政府限制外勞從事家庭傭工和娛樂行業等女性主導的行業有關。

## 越战难民
在日越南人在適應日本生活時有各種困難，尤其在教育及就業方面較爲嚴重。他們在高中入學率只有40%，比日本公民的96.6%為少。他們的日語水準較差，加上學校無法針對因日、越文化差異所產生的學習困難而調整課程，是導致在日越南人高中入學率偏低的原因。此外，成年才移居日本的越南人與在日本成長的新一代越南人，由於語言障礙和文化差異，其關係亦漸趨緊張。前者認為後者冷漠而有隔閡，後者則認為前者的日語水準差劣。大部份在日越南人並不使用日本名字；或即使他們有日本名字，亦偏好使用其越南名字，但他們亦認為日本名字有助他們尋找工作，或避免他人恥笑自己用片假名拼音的越南名字。
佛教及天主教是在日越南人族群的主要信仰。

## 知名人物
- 瀨戶正人（英语：Masato Seto），攝影師，母親為越南裔泰國人。
- 強㭽，越南阮朝末期宗室、獨立運動家。
- Phongchi，女團美女甜甜圈！！！前越南裔成員。
- 泰勇氣，擁有1/4越南人血統的男性聲優。

## 延伸閱讀
- 川上郁雄, , 明石書店, 2001, ISBN 4-7503-1385-8 （日语）
- 倉田良樹; 津崎克彦; 西野史子,  (PDF), 一橋大学経済研究所, 2002  [2016-11-16], （原始内容存档 (PDF)于2016-11-17） （日语）
- 西野史子; 倉田良樹,  (PDF), 一橋大学経済研究所, 2002  [2016-11-16], （原始内容存档 (PDF)于2016-11-17） （日语）